# Isaac Milner
Isaac Milner (1750 - 1820), fue un matemático e inventor inglés, presidente del Queens' College de Cambridge, miembro de la Royal Society y Profesor Lucasiano de Matemáticas.
Fue clave en la conversión religiosa de William Wilberforce en 1785 y un gran defensor del abolicionismo de la esclavitud. Aseguró a Wilderforce en el debate parlamentario de 1789:

Si llevas este punto de vista en tu vida entera, esa vida será mejor gastada que siendo primer ministro durante muchos años

Fue también un destacado naturalista y Deán de Carlisle.

## Biografía
Milner nació el 11 de enero de 1750 en Mabgate, Leeds. Comenzó su educación en una escuela secundaria en Leeds en 1756, pero esta terminó en 1760 con la muerte de su padre. Fue aprendiz de tejedor, leyendo los clásicos cuando el tiempo lo permitía, hasta que su hermano mayor, Joseph Milner , le brindó una oportunidad. A Joseph le ofrecieron la maestría en la escuela secundaria de Hull e invitó a Isaac a convertirse en el acomodador de la institución.
Gracias al patrocinio de su hermano, Milner fue posteriormente liberado de sus deberes en Hull e ingresó en el Queens' College de Cambridge , como becario en 1770. Se graduó con una licenciatura como senior wrangler en 1774, ganando el primer premio Smith.
Poco después de obtener su licenciatura, fue ordenado diácono; en 1776, el Queens' College de Cambridge le ofreció una beca; al año siguiente se convirtió en sacerdote y tutor universitario; y en 1778 se le presentó la rectoría de la iglesia de St Botolph, Cambridge . Sin embargo, era norteño de corazón y, por lo tanto, fue enviado a reformar la administración del decanato de Carlisle. Adoptando un enfoque científico para las parroquias más septentrionales de la Iglesia de Inglaterra, logró el éxito para el capítulo y la diócesis. Pero Milner siguió siendo ambicioso y, en busca de un ascenso, deseaba regresar a Cambridge.
Durante estos años su carrera como filósofo natural comenzó a despegar. En 1776 Nevil Maskelyne lo contrató como calculista para el consejo de longitud, y dos de sus artículos matemáticos fueron presentados a la Royal Society, de la que fue elegido miembro en 1780. En estos artículos Milner mostró tres cosas: competencia en matemáticas, desconfianza hacia la filosofía francesa y adhesión a la mecánica newtoniana inglesa. En 1782 se estableció la cátedra jacksoniana de filosofía natural y el sindicato eligió a Milner como profesor inaugural, cargo que conservó hasta 1792.
Además de dar conferencias, Milner también desarrolló un importante proceso para fabricar ácido nitroso, un ingrediente clave en la producción de pólvora. Su artículo que describe este proceso fue publicado en Philosophical Transactions de la Royal Society en 1789 junto con un artículo de Joseph Priestley, y los dos mantuvieron correspondencia sobre el tema. En años posteriores, Milner trasladó su elaborada colección de aparatos químicos a la logia del presidente en Queens y realizó experimentos con ED Clarke, William Whewell y los hermanos Wollaston; también colaboró con Humphry Davy y Joseph Banks en un intento de curar la gota.
A lo largo de sus cuarenta y cinco años de carrera, los sentimientos científicos de Milner llegaron a reflejar fuertemente sus sentimientos religiosos. Aunque nunca se apartó del redil anglicano, llegó a abrazar las doctrinas evangélicas centrales de finales del siglo XVIII. Milner, junto con Charles Simeon, fue en gran medida responsable del resurgimiento evangélico en Cambridge en su puesto como rector del Queens' College. De hecho, a lo largo de los años de su mandato cambió drásticamente toda la complexión de la universidad. También fue responsable de la conversión de William Wilberforce, que se produjo durante su larga gira continental de 1784-85. La ley del Parlamento de 1807 para abolir la esclavitud le debe mucho a su asociación. La coautoría de Milner de la Historia eclesiástica de la Iglesia de Cristo en siete volúmenes (1818) con su hermano Joseph también le valió renombre nacional.
Después de su muerte, Milner fue recordado por su asombroso intelecto, su peculiar estilo de vida, su enorme corpulencia física y su papel en el auge del evangelismo. Thomas De Quincey, en su prefacio a las Confesiones de un consumidor de opio inglés, consideró a Milner un consumidor de opio "elocuente y benévolo".